# Гальцева, Рената Александровна
Рена́та Алекса́ндровна Га́льцева (4 октября 1936, Москва — 3 декабря 2021, там же) — советский философ, теоретик культуры и идеологии, публицист неоконсервативного направления, исследователь русской философии. Член Нью-Йоркской академии наук[значимость факта?].

## Биография
В 1959 г. окончила философский факультет МГУ. Работала старшим научным редактором в издательстве «Советская энциклопедия», редактировала 4-й и 5-й тома «Философской энциклопедии» (1963—1972 гг.). С 1972 г. старший научный сотрудник ИНИОН РАН. Selebrating Creativity/ Essays Honour of Jostain Bortnes (Норвегия).
Область научных интересов: русская религиозная философия, теория идеологии, современные идейные течения, философская антропология и др. Исследователь русской философии, теоретик культуры и идеологии, публицист, автор многих работ по идеалистической философии. В традициях русской мысли и литературной классики находила опору для противостояния кризисным явлениям современности. Круг идей Гальцевой: мысль о прекрасном прообразе мира; о наличествующей в русской культуре художественно-философской эстафете, её центральные и симметричные фигуры — Пушкин и Вл. Соловьёв; убеждение в двуедином корне жизни (как человек, так и сообщество людей держатся на Свободе и Истине); убеждение в уникальности христианско-античных основ европейского мира, сотрясаемого социальной и антропологической революциями, «двумя авангардами»: марксистским, с установкой на радикальный переворот в основах общества, и культурным — ответственным за разрушение человеческого образа; предположение о том, что европейская цивилизация (а следом и Россия) вползает в атеистическую утопию; мысль о возрождении в нашей стране беспочвенного «ордена» интеллигенции, ответственного за перманентные нелады в жизни новой России. Высказалась в поддержку присоединения Крыма к России.
Публиковалась в журналах «Новая Европа», «Новый мир», «Знамя», «Континент», «Посев» и др., в энциклопедических и академических изданиях. Была ответственным редактором, составителем и автором сборников: Судьба искусства и культуры в западноевропейской мысли XX века. В 3 вып. М., 1979-83; Работы Э. Жильсона по культурологии и истории мысли. В 2 вып. М., 1987- 88; Социальные идеи христианства XX века. М., 1988; Работы Э. Маритена по культурологии и истории мысли. В 2 вып. М., 1990-92; Пушкин в русской философ. критике: конец XIX-первая половина XX века. М., 1990, 1999; Д. Н. Ляликов. Работы по философии, психологии, культуре. Т. 1. М., 1991; Самосознание культуры и искусства XX века. Западная Европа. М., СПб.: Университетская книга, 2000. Участвовала в редакционных коллегиях и редакционных советах научных изданий: Librairie Artheme Fayard. Издание Урочища русской памяти. Париж; The Nassau review. New York, 1997; Forschungsinstitut for philosophie. Hannover. 1990; Международный Альманах «Безрубежье», Пенсильванский ун-т, США); Международный русско-итальянский журнал «Новая Европа». Москва-Милан; Научно-образовательное Объединение, Сенкт-Петербургский союз учёных. Фонд им. В. С. Соловьёва; «Эон. Альманах старой и новой культуры» (вып. I-ХIII; автор, ответственный редактор-составитель); Серия сб. ИНИОН РАН «Рациональное и Иррациональное»; Серия сб. «Идеология и пропаганда. ИНИОН РАН».

## Сочинения
- Свобода воли // Философская энциклопедия. Т. 4. М.: Советская энциклопедия, 1967.
- Бердяев Н. А. // Краткая литературная энциклопедия. М.: Советская энциклопедия, 1975. Т. 8.
- Флоренский П. В. // Краткая литературная энциклопедия. М.: Советская энциклопедия, 1978. Т. 9.
- Дехристианизация культуры и задача церкви (Доклад в Ватикане) // Новая Европа. М. — Милан, 1992. № 1.
- Возрождение России и новый «орден» интеллигенции // Новый мир. 1992. № 7.
- Очерки русской утопической мысли XX века. М.: Наука, 1992. — http://www.voskresensk.prihod.ru/intellectualia/view/id/1130864 Архивная копия от 4 декабря 2021 на Wayback Machine
- Фактор отклонения // Россия и современный мир. М., 1993.
- Роковое слово. Полемика о свободе воли и свободе совести // Новый мир. 1993. № 9.
- Марксизм и Россия: по следам мысли Н. А. Бердяева и за её пределы // Немецко-русский философский диалог. М., 1993.
- Н. А. Бердяев — философ творчества и теоретик культуры // Николай Бердяев. Философия творчества, культуры и искусства. В 2 т. Т.1. М., 1994.
- Борьба с Логосом // Новый мир. 1994. № 9.
- «Это был наш маленький крестовый поход». К юбилею «Философской энциклопедии» // Знамя. 1997. № 2.
- Новая встреча со старым Бердяевым // Новый мир. 1998. № 2.
- Тяжба о России // Новый мир. 2002. № 7, 8.
- In memoriam. Сергей Аверинцев. М.: ИНИОН РАН, 2004. 300 с. (автор, редактор-составитель).
- Соловьёв Вл. С. // Русские писатели, 1800—1917: Биографический словарь. М.: Большая Российская энциклопедия, 2007. Т. 5.
- Знаки эпохи. Философская полемика. М.; СПБ.: Летний сад, 2008. 667 с.
- Солженицын: пророческое величие // Посев. 2009. № 12.
- Искусство отвращения // Нескучный сад. 24.11.2011. — https://www.pravmir.ru/iskusstvo-otvrashheniya/ Архивная копия от 4 декабря 2021 на Wayback Machine
- «В жизни ощущалась таинственная и добрая интрига». 18.04.2011 // Нескучный сад. 5 (64)'2011. — http://www.nsad.ru/articles/v-zhizni-oshhushhalas-tainstvennaya-i-dobraya-intriga Архивная копия от 4 декабря 2021 на Wayback Machine
- К портретам русских мыслителей. М.: Петроглиф, 2012. 758 с. (в соавт. с И. Роднянской).
- Summa ideologiae. Торжество «ложного сознания» в новейшие времена. Критико-аналитическое обозрение западной мысли в свете мировых событий. М.: Посев, 2012. 128 с. (в соавт. с И. Роднянской).
- В строю и вне строя // Новый мир. 2013. № 7.
- О симптомах реставрации и симптомах новой цивилизации (в России) // Посев. 2013. № 7.
- Апология неоконсерватизма // Куранты: Информационный бюллетень Фонда ИСЭПИ. Ноябрь 2014.
- Пушкин в русской философской критике. 2-е изд., доп. М.; СПб.: Центр гуманитарных исследований, 2015. 591 с.
- Эпоха неравновесия. Общественные и культурные события последних десятилетий. М.; СПб.: Центр гуманитарных исследований, 2016. 320 с.
- Самосознание культуры и искусства. Западная Европа и США. 3-е изд., доп. М.; СПб.: Центр гуманитарных исследований, 2016. 639 с. (Автор и составитель).
- Шестов Лев // Русские писатели, 1800—1917: Биографический словарь. М.: Большая советская энциклопедия, 2017—2018. Т. 6.
- Памятное // Знамя. 2018. № 5.